# Torymus flavovariegatus
Torymus flavovariegatus is een vliesvleugelig insect uit de familie Torymidae. De wetenschappelijke naam is voor het eerst geldig gepubliceerd in 1990 door Gijswijt.